# Stimmkreis Günzburg
Der Stimmkreis Günzburg ist einer von rund 90 Stimmkreisen bei Wahlen zum Bayerischen Landtag und zu den Bezirkstagen sowie bei Volksentscheiden. Er gehört zum Wahlkreis Schwaben und umfasst mindestens seit der Landtagswahl 2003 den Landkreis Günzburg.

## Landtagswahl 2023
Zur Landtagswahl 2023 traten folgende Parteien und Direktkandidaten im Stimmkreis Günzburg an und erzielten folgende Ergebnisse:
| Nr. | Direktkandidat            | Partei           | Erststimmen in % | Gesamtstimmen in % |
| --- | ------------------------- | ---------------- | ---------------- | ------------------ |
| 1   | Jenny Schack              | CSU              | 35,6             | 36,1               |
| 2   | Silvera Schmider          | GRÜNE            | 8,2              | 9,1                |
| 3   | Marina Jakob              | Freie Wähler     | 16,0             | 16,1               |
| 4   | Gerd Mannes               | AfD              | 24,4             | 23,0               |
| 5   | Achim Fißl                | SPD              | 6,2              | 6,0                |
| 6   | Nicole Faulhaber          | FDP              | 2,5              | 2,6                |
| 7   | Heike Benz                | LINKE            | 0,9              | 0,9                |
| 8   | Michael Riedmüller        | BP               | 1,3              | 1,1                |
| 9   | Miriam Alexandra Albrecht | ÖDP              | 2,5              | 2,0                |
| 10  | Moritz Vogt               | Die PARTEI       | 1,4              | 1,3                |
| 11  | -                         | Tierschutzpartei | -                | 0,5                |
| 12  | Sabine Relovsky           | V-Partei³        | 0,4              | 0,3                |
| 13  | Brigitte Tina             | dieBasis         | 0,8              | 0,8                |

## Landtagswahl 2018
Bei der Landtagswahl 2018 waren im Stimmkreis 89.170 Einwohner wahlberechtigt. Die Wahl hatte folgendes Ergebnis:
| Direktkandidat        | Partei       | Erststimmen | Gesamtstimmen | Gesamtstimmen Veränderung gegenüber 2013 (%p) |
| --------------------- | ------------ | ----------- | ------------- | --------------------------------------------- |
| Alfred Sauter         | CSU          | 41,0 %      | 42,7 %        | −7,1 %                                        |
| Tobias Auinger        | SPD          | 6,3 %       | 6,2 %         | −8,5 %                                        |
| Ruth Abmayr           | FREIE WÄHLER | 12,8 %      | 12,4 %        | +4,1 %                                        |
| Bernhard Lohr         | GRÜNE        | 13,8 %      | 13,6 %        | +6,3 %                                        |
| Herbert Blaschke      | FDP          | 5,1 %       | 4,3 %         | +1,2 %                                        |
| Stefan Balkheimer     | DIE LINKE    | 2,2 %       | 2,2 %         | −0,4 %                                        |
| Wolfgang Schmidt      | BP           | 1,6 %       | 1,5 %         | −0,3 %                                        |
| Sonja Maria Berchtold | ÖDP          | 1,3 %       | 1,3 %         | +0,1 %                                        |
| -                     | PIRATEN      | X           | 0,5 %         | −1,1 %                                        |
| Gerd Mannes           | AfD          | 14,6 %      | 14,2 %        | +10,4 %                                       |
| Sebastian Kreuz       | LKR          | 0,1 %       | 0,1 %         | +0,1 %                                        |
| -                     | mut          | X           | 0,1 %         | +0,1 %                                        |
| -                     | PARTEI       | X           | 0,3 %         | +0,3 %                                        |
| Birgit Fahr           | V-Partei³    | 0,5 %       | 0,5 %         | +0,4 %                                        |

## Landtagswahl 2013
Die Wahlbeteiligung der 89.047 Wahlberechtigten im Stimmkreis betrug bei der Landtagswahl 2013 59,4 Prozent, bei einem Landesdurchschnitt von 63,9 Prozent war dies Rang 79 unter den 90 Stimmkreisen. Das Direktmandat ging an Alfred Sauter (CSU).
| Direktkandidat          | Partei       | Erststimmen | Gesamtstimmen | Gesamtstimmen ggü. Bayern (%p) | Gesamtstimmen ggü. 2008 (%p) |
| ----------------------- | ------------ | ----------- | ------------- | ------------------------------ | ---------------------------- |
| Alfred Sauter           | CSU          | 55,0 %      | 56,4 %        | +8,7 %                         | +4,2 %                       |
| Achim Fißl              | SPD          | 13,4 %      | 13,7 %        | −6,9 %                         | +0,7 %                       |
| Hermann Mühlbauer       | FREIE WÄHLER | 8,9 %       | 8,1 %         | −0,9 %                         | −4,3 %                       |
| Maximilian Deisenhofer  | GRÜNE        | 8,8 %       | 7,7 %         | −0,9 %                         | +2,3 %                       |
| Ernst Bommer            | FDP          | 2,6 %       | 2,6 %         | −0,7 %                         | −4,6 %                       |
| Walter Metzinger        | DIE LINKE    | 2,0 %       | 2,1 %         | +0,0 %                         | −1,5 %                       |
| Maximilian Anton Wegele | ÖDP          | 2,3 %       | 2,2 %         | +0,2 %                         | −0,1 %                       |
| Benjamin Kahlau         | REP          | 1,2 %       | 1,2 %         | +0,2 %                         | +0,1 %                       |
| Achim Kast              | NPD          | 1,6 %       | 1,6 %         | X                              | +0,1 %                       |
| Wolfgang Schmidt        | BP           | 2,6 %       | 2,4 %         | +0,3 %                         | +1,4 %                       |
| Kein Direktkandidat     | FRAUENLISTE  | X           | 0,4 %         | X                              | X                            |
| Rudolf Felix Ristl      | PIRATEN      | 1,6 %       | 1,6 %         | −0,4 %                         | X                            |

## Landtagswahl 2008
Bei der Landtagswahl 2008 waren im Stimmkreis 89.044 Einwohner wahlberechtigt. Die Wahlbeteiligung betrug 53,4 %. Die Wahl hatte folgendes Ergebnis:
| Direktkandidat            | Partei                | Erststimmen in % | Gesamtstimmen in % | Veränderung der Gesamtstimmen im Vergleich zur Landtagswahl 2003 in % |
| ------------------------- | --------------------- | ---------------- | ------------------ | --------------------------------------------------------------------- |
| Alfred Sauter             | CSU                   | 50,1             | 52,2               | −16,7                                                                 |
| Stephan Hankl             | SPD                   | 13,4             | 13,0               | −0,9                                                                  |
| Brigitte Mendle           | Bündnis 90/Die Grünen | 5,3              | 5,4                | +0,2                                                                  |
| Peter Schoblocher         | Freie Wähler          | 12,6             | 12,4               | +8,3                                                                  |
| Georg Kithil              | FDP                   | 8,6              | 7,2                | +5,1                                                                  |
| Hubert Wünsch             | REP                   | 1,2              | 1,1                | −1,8                                                                  |
| Traugott Friedrich Renner | ödp                   | 2,6              | 2,3                | +0,6                                                                  |
| Markus Ungethüm           | BP                    | 1,0              | 1,0                | +0,2                                                                  |
| —                         | BüSo                  | —                | —                  | 0,0                                                                   |
| Walter Metzinger          | Die Linke             | 3,7              | 3,6                | +3,6                                                                  |
| Frank Hartwig             | NPD                   | 1,6              | 1,5                | +1,5                                                                  |
| -                         | RRP                   | —                | 0,3                | +0,3                                                                  |